# Krzysztof Dyl
Krzysztof Dyl – polski urzędnik państwowy i inżynier telekomunikacji, w latach 2012–2016 prezes Urzędu Transportu Kolejowego, od 2016 wiceprezes Urzędu Komunikacji Elektronicznej (w 2020 p.o. prezesa UKE).

## Życiorys
W 2000 ukończył studia z elektroniki i telekomunikacji na Wydziale Telekomunikacji, Informatyki i Elektrotechniki Akademii Rolniczo-Technicznej w Bydgoszczy. Od 2000 do 2001 pracował w Ministerstwie Łączności. Od 2001 zatrudniony w Urzędzie Regulacji Telekomunikacji, przekształconym następnie w Urząd Regulacji Telekomunikacji i Poczty oraz w Urząd Komunikacji Elektronicznej (był m.in. szefem działu i wicedyrektorem departamentu). W latach 2006–2011 wiceprezes UKE ds. telekomunikacji i poczty.
W styczniu 2011 został zastępcą prezesa Urzędu Transportu Kolejowego. Od 5 stycznia do 17 czerwca 2012 był p.o. prezesa, a następnie od 18 czerwca 2012 do 24 lutego 2016 prezesem tej instytucji. W latach 2015–2016 wiceprzewodniczący i przewodniczący Grupy Niezależnych Regulatorów Rynku Kolejowego (IRG RAIL). W tym samym miesiącu powrócił do Urzędu Komunikacji Elektronicznej na stanowisko wiceprezesa. Od 31 maja do 18 września 2020 pełnił obowiązki prezesa UKE (po skróceniu kadencji poprzednika Marcina Cichego).